# 垂叶黄精
垂叶黄精（学名：Polygonatum curvistylum）为百合科黄精属的植物，是中国的特有植物。分布于中国大陆的四川、云南等地，生长于海拔2,700米至3,900米的地区，多生在林下及草地，目前尚未由人工引种栽培。